# Luther Youngdahl
Luther Wallace Youngdahl, född 29 maj 1896 i Minneapolis, Minnesota, död 21 juni 1978 i Washington, D.C., var en amerikansk republikansk politiker och jurist. Han var Minnesotas guvernör 1945–1951.
Youngdahl deltog i första världskriget och utexaminerades 1919 från Gustavus Adolphus College. År 1921 avlade han juristexamen vid Minnesota College of Law och inledde sedan en framgångsrik juristkarriär. Mellan 1942 och 1946 tjänstgjorde han som domare i Minnesotas högsta domstol.
Youngdahl efterträdde 1947 Edward John Thye som Minnesotas guvernör och efterträddes 1951 av C. Elmer Anderson. Därefter tjänstgjorde han som domare i en federal domstol. Youngdahl avled 1978 i cancer och gravsattes på Arlingtonkyrkogården. Han var av svensk härkomst.